# Зодіак (серійний убивця)

Символ, який використовував вбивця Зодіак.

Зодіак (англ. Zodiac) – псевдонім невпійманого серійного вбивці у США, який вбив п'ять осіб між груднем 1968 та жовтнем 1969 року в районі затоки Сан-Франциско, інші двоє вижили після його нападів з важкими пораненнями.
Протягом декількох років вбивця надсилав місцевим газетам дивні листи, деякі з них були закодовані символами та середньовічними знаками. Ці листи включали чотири криптограми (чи шифри). З чотирьох надісланих криптограм розшифрувати вдалося тільки дві. Прізвисько «Зодіак» вбивця дав собі сам та натякав таким чином на знак зодіака.
Його жертви були у більшості випадків молоді пари, на яких він вичікував в самотніх місцях. У його записках він хвалився своїми злочинами та повідомляв про нові. Коли слідчі органи офіційно підтвердили сім жертв, сам вбивця запевняв у своєму листі про скоєння тридцяти семи вбивств.
У квітні 2004 року департамент поліції Сан-Франциско закрив справу «Зодіака», але її знову відкрили у березні 2007 року. Справа залишається відкритою у місті Вальєхо, округах Напа та Солано. У Каліфорнійському департаменті юстиції справа Зодіака залишається відкритою з 1969 року.
Група американських слідчих The Case Breakers, яка вивчає нерозкриті злочини, в 2021 році назвала маніяком маляра Гері Френсіса Поста (Gary Francis Poste), який помер у 2018 році

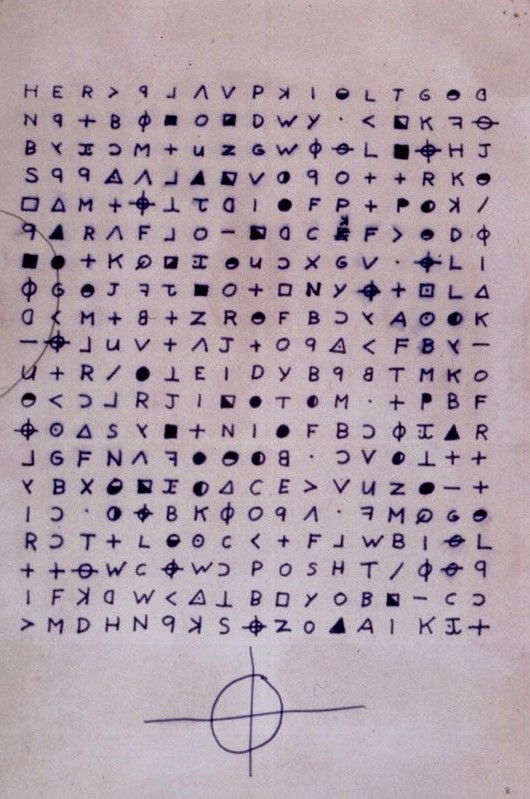
Один з листів Зодіака

## Жертви

### Підтверджені жертви
У одному зі своїх листів Зодіак стверджував, що вбив 37 осіб. Однак слідчі підтвердили тільки сім спроб вбивства, з яких у двох випадках жертви вижили:
- 17-річний Девід Фарадей (англ. David Arthur Faraday) та 16-річна Бетті Лу Дженсен (англ. Betty Lou Jensen) — закохані, розстріляні на своєму першому побаченні. Вони перебували в автівці на стоянці у місті Беніша, неподалік від озера Герман-Роуд. Злочинець під'їхав на авто, змусив закоханих вийти та розстріляв їх. Дівчина намагалася втекти, але марно.
- 17-річний Майк Мажо (англ. Mike Mageau) та 22-річна Дарлін Елізабет Феррін (англ. Darlene Elizabeth Ferrin) піддалися обстрілу з вогнепальної зброї 4 липня 1969 року на автостоянці, розташованій у парку «Блу-Рок-Спрінгз» каліфорнійського міста Вальєхо. Мажо залишився в живих, Феррін померла.
- 20-річний Браян Келвін Гартнелл (англ. Bryan Calvin Hartnell) та 22-річна Сесілія Енн Шепард (англ. Cecelia Ann Shepard) стали жертвами Зодіака 27 вересня 1969 року. Напад стався на березі озера Берриєсса[en]. Цього разу Зодіак використовував холодну зброю. Шепард померла, а Гартнелл, якому було завдано 8 ножових поранень у спину, вижив.
- 29-річний Пол Лі Стайн (англ. Paul Lee Stine) застрелений 11 жовтня 1969 року в Сан-Франциско.

### Можливі жертви
- 18-річний Роберт Домінгос (англ. Robert Domingos) та 17-річна Лінда Едвардс (англ. Linda Edwards) були застрелені 5 червня 1963 року на узбережжі, неподалік від Ґавіоти[en]. Були відзначені деякі деталі, що вказують на характерний почерк Зодіаку, зокрема на вбивства, вчинені ним у 1969 році на озері Берриєсса.
- 18-річна Чері Джо Бейтс (англ. Cheri Jo Bates) померла в результаті завданих їй ножових поранень. Убивство сталося 30 жовтня 1966 року на території Ріверсайдського коледжу[en]. Голова жертви була майже повністю відтята від тіла. Чотири роки по тому Пол Ейвері, журналіст із «Сан-Франциско Кронікл», був у приватному порядку проінформований про існування фактів, які дали підставу вважати, що вбивство скоїв Зодіак.
- 25-річна Донна Лессі (англ. Donna Lass), мешканка Стейтлайну, штат Невада, зникла безвісти 6 вересня 1970 року. Листівка з рекламою кондомініумів «Forest Pines», поблизу озера Таго, була отримана редакцією «Сан-Франциско Кронікл» 22 березня 1971 року, її, за цілим рядом ознак, було інтерпретовано як заяву Зодіаку про його причетність до зникнення дівчини. Проте ніяких доказів, що вказують на причетність Зодіака до зникнення Донни Лессі, виявлено не було.
- Зодіак також є підозрюваним у нерозкритих убивствах під час автостопу в місті Санта Роза, округ Сонома, штат Каліфорнія. Тоді у 1972 та 1973 роках відбулося не менш восьми нерозкритих убивств та зникнень дівчат і жінок, які подорожували автостопом. Оголені тіла жертв були знайдені на насипах доріг та у водоймах неподалік від них[6][7][8][9].

Крім того, вважається, що одній з жертв удалося втекти від Зодіака
- 23-річна Кетлін Джонс (англ. Kathleen Johns), з її слів, була викрадена разом зі своєю 10-місячною дочкою 22 березня 1970 року на шосе 132 поблизу I-580, на захід від каліфорнійського міста Модесто. Джонс удалося втекти з автівки, приблизно через три години після викрадення[10].

## Метод вбивств

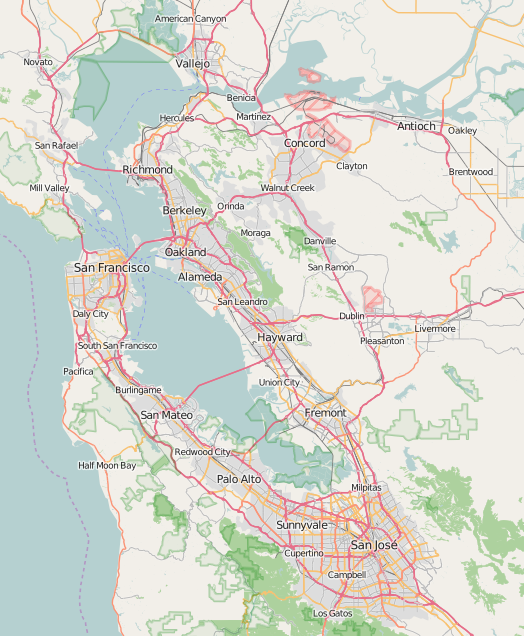
Серія вбивств вбивці була скоєна у районі затоки Сан-Франциско, штат Каліфорнія.

Підтверджені напади мали такі особливості:
- Вбивства були скоєні на вихідних або в святковий день, в машині або поблизу автомобіля.
- За одним винятком мова йшла про школярів або студентів, які ходили удвох.
- Дії відбувались в сутінках або вночі.
- Злочинець кожного разу використовував іншу зброю.
- Місцями злочину були, як правило, малолюдні місця, які часто відвідували закохані пари в Агломерації Сан-Францистської затоки.
- Мотивом злочину начебто не була вигода, також жертви не були зґвалтовані.
- Злочинець хвалився вбивствами телефоном і в листах.
- Вбивства були скоєні близько до водойм або на місцях, ім'я яких посилається на назву водойми.

## Хронологія серії вбивств

### Підтверджена поліцією винність у скоєнні злочину

#### Подвійне вбивство 20 грудня 1968 біля Беніші
У п'ятницю 20 грудня 1968 року 17-річний Девід Артур Фарадай, який відвідував школу Вальєхо, їхав близько 19:30 зі своєю мамою в дім батьків 16-річної Бетті Лоу Дженсен, з якою він домовився про перше побачення. Дженсен, школярка школи Хоган у Вальєхо, сказала своїм батькам, що вони збирались відвідати різдвяний концерт в її школі. Фарадей і Дженсен вирушили в дорогу о 20:20, проте замість того щоб відвідати концерт, вони спочатку поїхали до однокласниці Дженсен, в якої вони були до 21:00, і після того вони поїхали в ресторан. Згодом вони покинули Вальєхо і прямували у східному напрямку. Після 22:00 вони припаркувались приблизно 5 метрів від обочини біля водопровідної станції Беніші — на місці, яке через свою відірваність часто відвідували закохані пари. Близько 23:00 Фарадей і Дженсен бачили там живими востаннє. Двоє чоловіків, які поблизу полювали на єнотів, спостерігали декілька хвилин пізніше, як машина від'їхала. Людину за кермом вони не могли розпізнати.

## Листи Зодіака

### Перші листи
–The solution to Zodiac's 408-symbol cipher, including faithful transliterations of spelling and grammar errors in the original. The meaning, if any, of the final eighteen letters has not been determined.
1 серпня 1969 року редакції газет «Вальєхо Таймс Геральд», «Сан-Франциско Кронікл» та «Сан-Франциско Екзамінер» отримали листа від вбивці. У листах, написаних ідентичними літерами, які психіатр згодом описав як «написані кимось, кого б ви очікували бачити ізольованим», вбивця брав на себе відповідальність за вбивства поблизу озера Герман-Роуд та у парку «Блу-Рок-Спрінгз». Кожен лист також містив третину 408-символьної криптограми, у якій, за твердженням Зодіака, розкривалася його особа. Вбивця вимагав, щоб кожна газета опублікувала лист на першій сторінці, інакше він погрожував «cruse [sic] around all weekend killing lone people in the night then move on to kill again, until I end up with a dozen people over the weekend».
«Сан-Франциско Кронікл» опублікувала третину криптограми на четвертій сторінці наступного випуску. Поруч з криптограмою була розміщена стаття з цитатою шефа поліції Вальєхо Джека Стільца  «Ми не переконані, що лист написано вбивцею», також шеф поліції вимагав від автора, щоб той надіслав ще один лист із фактами, що дозволять його ідентифікувати як вбивцю. Вбивств, про які йшлося у погрозах, не сталося, а усі три частини були згодом опубліковані.
7 серпня 1969 у «Сан-Франциско Екзамінер» отримали ще одного листа, який починався словами «Dear Editor This is the Zodiac speaking.» Це був перший раз, коли вбивця використав слово «Зодіак» у якості позначення себе. Лист був відповіддю на вимогу шефа Стільца щодо додаткових фактів, які б довели, що автор листів і є вбивцею Фарадея, Дженсен та Феррін. У листі Зодіак виклав подробиці щодо вбивств, які не були оприлюднені, і які міг знати лише той, хто скоїв ці вбивства, зокрема щодо повідомлення правоохоронцям, що у разі коли вони розгадають його шифр, «вони мене упіймають».
8 серпня 1969 року Дональд та Бетті Гарден із Салінас у штаті Каліфорнія, розгадали the 408-символьну криптограму. Вона містила повідомлення з граматичними помилками, і яке, швидше за усе, було відсилкою до оповідання Річарда Коннела «Найнебезпечніша гра». Автор також зазначив, що він збирає рабів для свого посмертного життя. Підпис у шифрованому повідомленні був відсутній, до того ж вбивця зазначив, що не розкриватиме своєї особи, оскільки це уповільнить або припинить збирання ним колекції рабів.

### Розшифрування листів
Шифр серійного вбивці у грудні 2020 року розгадала міжнародна команда зломщиків. Розгаданий текст записки, яку Зодіак відправив у газету San Francisco Chronicle: «Сподіваюся, ви весело проводите час, намагаючись зловити мене. Я не боюся газової камери, оскільки вона відправить мене до раю ще швидше, адже зараз я маю вже досить рабів, які будуть служити мені». Схожі заяви-головоломки робив і інший серійний вбивця із США Денніс Рейдер, навіть висувалося недоведене припущення що Зодіак міг бути саме ним.

## У масовій культурі
Кінематограф
- 2005 : «Зодіак» — американський детективний психологічний трилер 2005 року режисера Александра Балклі.
- 2007 : «Зодіак» — американський детективний трилер 2007 року режисера Девіда Фінчера.
- 2012 : «Сім психопатів» — британська чорна комедія 2012 року режисера Мартіна Макдона.